# Homidiana anilina
Homidiana anilina är en fjärilsart som beskrevs av Felix Bryk 1930. Homidiana anilina ingår i släktet Homidiana och familjen Sematuridae. Inga underarter finns listade i Catalogue of Life.